# Корыто

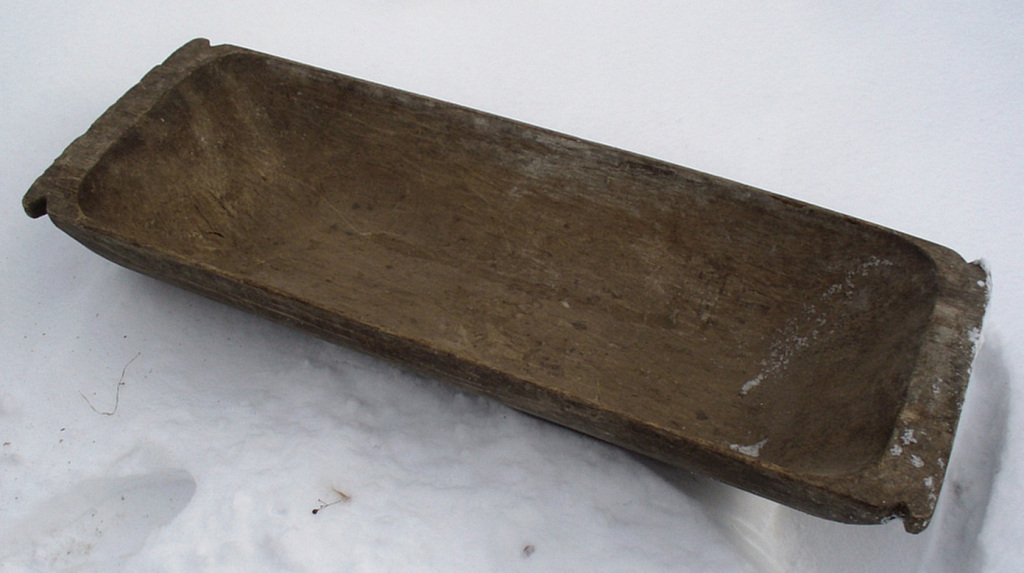
Деревянное корыто

Коры́то — большой открытый продолговатый сосуд с округлёнными стенками, предназначенный для стирки белья, кормления скота и для других домашних надобностей. Бывает деревянное, оцинкованное. Изначально изготавливалась из дерева: половинку расколотого бревёшка, отделывали и выдалбливали с плоской стороны; корыта бывают: «ветловые», «липовые», «осиновые». В XIX веке начали делать металлические корыта, однако и деревянные продолжали использоваться в крестьянских хозяйствах.

Часто корытом называют старое, ненадежное судно, на котором опасно отправляться в плавание, а иногда просто отжившее свой век транспортное средство.

## История
На Руси корыто известно с X века, об этом свидетельствуют археологические находки Великого Новгорода, Старой Ладоги и иных мест, где в земле хорошо сохраняется дерево. Использовали по-разному, как любую ёмкость: для сбора урожая яблок, капусты и т. д., для заготовки солений, для стирки, купания, для остуживания пива, сусла при пивоварении, в них месят хлеб и из них кормят скот и птицу (водопойное, кормовое корыто). В перевёрнутом виде использовали как большую крышку — корыто в хозяйстве пригождалось для всего и имело самое разнообразное назначение, а зимой крестьянские дети катались в них с горок, как в санках.
Форма их не менялась на протяжении веков, всегда была такая, как и сейчас ─ вытянутая в отличие от тазов и мисок, предназначение которых очень схоже, но форма круглая. А размеры варьировались: от самых больших, достигавших 2 м в длину при ширине около 40-50 см, до малых, имевших длину 30-40 см и ширину 15-20 см. Маленькие корытца применялись в кухне для приготовления пищи, резки и рубки небольших количеств продуктов. «История слов и вещей» рассказывает о предназначениях корыт и разных их названиях в зависимости от этого:
 «В зависимости от предназначения корыта могли иметь разные названия. Так, например, корыто для кормления скота могло называться „жёлоб“, „калгашник“, „калгашка“, „калда“, „калюх“, „колган“, „колода“, „комья“, „коняга“, „комяга“, „кормяга“, „кормушка“, „ясли“, „вяслы“, „каптух“. Такие корыта ставили в хлевах, на дворах, а также около колодцев, если в деревне не было пруда или реки для водопоя стада. Корыто для остуживания пива или сусла называли „лохань“, „русло“, „лубня“. Корыто для стирки и замачивания белья ─ „б`алья“, „баль`я“ или „бельемойка“. Для замешивания теста использовали „дрожженик“. Похожа на корыто ёмкость, которую использовали при просеивании муки, замешивании пресного теста, очистке мелкой крупы от шелухи».
В русских крестьянских хозяйствах это была настолько обыденная вещь, что слово приобрело иносказательное значение чего-либо простого, примитивного, неинтересного, неудивительного, не заслуживающего уважения. Отсюда слово приобрело вторичное значение ─ ироническое.
Неуважай-корыто ─ круглый невежда, невежда. Использовано у Гоголя в «Мёртвых душах» (т. 1, гл. 7) как фамилия крестьянина, который значится в списке мертвых душ, купленных Чичиковым у помешицы Коробочки. Позже, вслед за Гоголем, использовал Салтыков-Щедрин в «Дневнике провинциала», а также и мн. др. в XIX веке.
В русском языке возник ряд различных слов и названий, произошедших от слова «корыто»: корытина — ложбина, длинная яма, впадина, долина с пологими от природы берегами; корытник — корытный мастер; корытница — женщина, которая возится с корытом, моет, стирает; корытный — служитель при псовой охоте, у которого на руках корм для собак; корытничать — ходить по чужим обедам; корытиться — коробиться, образуя корыто, жёлоб; корытце — встарь так называлась ружейная полка; корытня — выдолбленные из колоды лодки, две сплочённые рядом долбушки, два челна; гребец садится на доску, посредине, верхом, и гребёт одним гребком, перенося его в обе стороны.
В агитационном искусстве 1930-х годов корыто выступает символом бытового рабства:

Дымную, вонючую плиту, закоптелый примус и проклятое корыто давала старая Москва семье рабочего. В кухне, между чадом плиты и грязным паром корыта, среди развешенных желтых пеленок проводили свои дни его жена, мать и дети. Миллионы рабочих часов, сотни тысяч человеческих жизней тратились в кухне безнадежно, нелепо, бессмысленно. Здесь, в столице, существовала страшная домашняя каторга, которая приковывала сотни тысяч женщин к корыту, плите и примусу. И казалось: нет выхода отсюда, из закоптелой, проклятой кухни.— Лопатин П. От старой к новой Москве. М.: Моспартиздат, 1933

## Фразеологизмы со словом корыто[1]
- Корыто капусты, московской рублёной, 80 вёдер.
- Привалил, как свинья к корыту.
- Мудрёное дело корыто: кто не знает, кораблём назовёт!
- Было б корытцо, да было б в корытце, а свиньи найдутся.
- Как сытый поросёнок от корыта бежит.
- Всё на свете крыто корытом (корытом покрыто).

### Загадки
- В липовом корытце живое мясцо шевелится? (лапоть)
- Несут корыто, другим покрыто? (гроб)
- Полно корыто гусей, лебедей намыто? (зубы)

Наибольшее распространение получила идиома «разбитое корыто» (как синоним фрустрации), благодаря «Сказке о золотой рыбке» А. С. Пушкина.